# Erich Seemann
Erich Seemann (* 15. Januar 1888 in Stuttgart; † 10. Mai 1966 in Freiburg i. Br.) war ein deutscher Germanist und Volksliedforscher.

## Leben
Seemann studierte Germanistik, Nordistik und Mittellatein in München und promovierte dort 1912 über ein mittelhochdeutsches Thema. Der Münchener Germanist Hermann Paul war ein einflussreicher Förderer für eine Universitätslaufbahn, doch u. a. der Erste Weltkrieg lenkte das Leben Erich Seemanns in eine andere Richtung. 1926 wurde er Assistent von John Meier am Deutschen Volksliedarchiv (DVA) in Freiburg  i. Br., dem er dann ein Leben lang treu blieb. 1951 ernannte ihn die Universität Freiburg zum Honorarprofessor. Von 1953 bis zum Ruhestand war er als Nachfolger Meiers Leiter des DVA. Erich Seemann war mit besonderen Sprachkenntnissen im nordgermanischen, romanischen und slawischen Bereich ein ausgeprägt international denkender Wissenschaftler. Mit zu seinen letzten Anregungen zählte ein Band des Europarates, die vergleichende Textanthologie European Folk Ballads von 1967 (herausgegeben zusammen mit den Schweden Dag Strömbäck und Bengt R. Jonsson). Sein grundlegender Aufsatz „Die europäische Volksballade“ erschien posthum im Handbuch des Volksliedes, Band 1, 1973.
Der Jahrgang 9 (1964) des Jahrbuchs für Volksliedforschung ist als Festschrift für Erich Seemann gestaltet und enthält (zusammengestellt von Rolf Wilhelm Brednich) S. 171–180 das Schriftenverzeichnis von Seemann. Bereits das Heft 3/4 der Zeitschrift für Volkskunde 50 (1953) ist ihm zu seinem 65. Geburtstag gewidmet worden. Seemann war u. a. Mitarbeiter beim Handwörterbuch des deutschen Aberglaubens (1927 ff.), Mitherausgeber des Jahrbuchs für Volksliedforschung (1928 ff.) und maßgeblich an der Volksballaden-Edition Deutsche Volkslieder mit ihren Melodien: Balladen (1935 ff.) beteiligt. Seine verschiedenen Liedmonografien zu einzelnen Balladentypen (zum Teil auch ausführlicher in parallelen Veröffentlichungen im Jahrbuch für Volksliedforschung) gehören zu den weiterhin wichtigen Beiträgen der kulturhistorisch und philologisch orientierten Volksliedforschung. Eine kurze Darstellung (von Jürgen Dittmar) steht in den Badischen Biographien, Neue Folge, Band.2, hrsg. von B. Ottnad, Stuttgart 1987, S. 256 f.
Seemanns erste kleine Veröffentlichung reichte in das Jahr 1911 zurück. 1920 schrieb er kurz über eine neue Edda-Übertragung; sein Interesse für Altnordisches und für Skandinavien blieb auch nach dem Studium wach. Aber er war nicht nur ein „Buchmensch“. Seine 1929 erschienenen Volkslieder in Schwaben sind eine Standardsammlung regionaler Dokumentation. Vielfältig sind auch seine Veröffentlichungen zu musikalischen Aspekten des Liedes. Seine erste Sammlung schwäbischer Volkslieder 1923 hat er selbst mit Gitarrengriffen versehen. – Schwaben blieb er besonders verbunden; nach dem Zweiten Weltkrieg erschien seine Ausgabe: Ludwig Uhland, Gedichte, Lahr 1949 [mit ausführlicher Einleitung und Anmerkungen].
Der Artikel über „Newe Zeitung und Volkslied“ (im Jahrbuch für Volksliedforschung 1932) gehört weiterhin zur wichtigen Literatur der (damals höchst modernen, weil rezeptionstheoretisch orientierten) Liedflugschriften-Forschung. 1941 ff. schrieb er über slowenische Lieder und über die Überlieferung in der Gottschee. Dabei verwies er die allzu enge und ideologisch voreingenommene Sprachinselforschung in ihre Grenzen, indem er – damals provozierend – die Verbindung, nicht die Isolierung, der Gottscheer Überlieferung zum südslawischen Umland betont.
Sprachlich war Erich Seemann ein Autodidakt, der sich offenbar leicht fremde Sprachen aneignete. Die vielen Wörterbücher, Grammatiken und Sprachführer in seiner Bibliothek zeugen davon. Manche Großwerke zur Sprachwissenschaft findet man hier, die sonst in der Regel öffentlichen Bibliotheken vorbehalten bleiben. Seemann rezensierte wie selbstverständlich etwa griechische Werke (1953 ff.), und 1951 schrieb er z. B. über deutsch-litauische Volksliedbeziehungen.

## Familie
Seemann war ein Sohn des Stuttgarter Kunstmalers Richard Seemann (* 1857), unter seinen Paten waren der Onkel Professor Alfred Seemann und Ehefrau Marie geb. Kieser in Cannstatt, die Eltern des Geologen Reinhold Seemann (1888–1975). Seine Ehe mit Margret Winneke blieb kinderlos.

## Werke (Auswahl)
- Hugo von Trimberg und die Fabeln seines Renners: eine Untersuchung zur Geschichte der Tierfabel im Mittelalter, München: Callwey 1923 (Münchener Archiv für Philologie des Mittelalters und der Renaissance; 6), Teilw. zugl.: München, Univ., Diss.
- Volkslied. In: Deutsche Volkskunde: Vierteljahresschrift der Arbeitsgemeinschaft für Deutsche Volkskunde, 1926, S. 263–304.
- zusammen mit Harry Schewe: Friedrich Briegleb als Sammler und Bearbeiter coburgischer Volkslieder. In: Jahrbuch für Volksliedforschung, Bd. 1, 1928, S. 1–79.
- zusammen mit John Meier: Volksliedaufzeichnungen der Dichterin Annette von Droste-Hükshoff. In: Jahrbuch für Volksliedforschung, Bd. 1, 1928, S. 79–118.
- Ein Musterbeispiel zu den Ungenauigkeiten Böhmes in seinem Deutschen Liederhort. In: Jahrbuch für Volksliedforschung, Bd. 1, 1928, S. 183–185.
- zusammen mit John Meier: Kunstlieder im Volksliede: Nachweise, In: Jahrbuch für Volksliedforschung, Bd. 1, 1928, S. 186-–91.
- Die Volkslieder in Schwaben, Teil: 2. Aus dem Munde des Volkes aufgezeichnet, Stuttgart: Silberburg 1929 (Schwäbische Volkskunde; 5).
- Variantenbildung im Vortrag desselben Sängers. In: Jahrbuch für Volksliedforschung, Bd. 2, 1930, S. 74–82.
- zusammen mit Karl Klier: Kunstlieder im Volksmunde: Nachweise. In: Jahrbuch für Volksliedforschung, Bd. 2, 1930, S. 156–160.
- Newe Zeitung und Volkslied. In: Jahrbuch für Volksliedforschung, Bd. 3, 1932, S. 87–119.
- zusammen mit Otto Stückrath: Kunstlieder im Volksmunde: Nachweise. In: Jahrbuch für Volksliedforschung, Bd. 3, 1932, S. 174–177.
- John Meiers Verdienste um das deutsche Volkslied: Ein Rückblick zum 70. Geburtstage des Forschers. In: Das Deutsche Volkslied. Zeitschrift für seine Kenntnis und Pflege, Jg. 36, 1934, H. 6, S. 69–71.
- ‘Is all got‘, seggt Bierlala. In: Volkskundliche Gaben. John Meier zum siebzigsten Geburtstage dargebracht, Berlin: de Gruyter 1934, S. 187–198.
- zusammen mit John Meier: Die "Rheinbraut" und "Graf Friedrich" : Untersuchung zweier Volksballaden auf ihren ursprünglichen Motivbestand. In: Jahrbuch für Volksliedforschung, Bd. 5, 1936, S. 1–45.
- Die "Zekulo"-Ballade und die Ballade von der "Brautwerbung": eine Studie zu zwei Gottscheer Liedern. In: Jahrbuch für Volksliedforschung, Jg. 7, 1941, S. 40–70.
- Das slovenische Kiltlied. In: Angebinde: John Meier zum 85. Geburtstag am 14. Juni 1949: dargeboten von Basler und Freiburger Freunden und Kollegen, Lahr: Schauenburg 1949, S. 131–167.
- Zum Liedkreis vom "Heimkehrenden Ehemann". In: Beiträge zur Sprachwissenschaft und Volkskunde: Festschrift für Ernst Ochs zum 60. Geburtstag, Lahr: Schauenburg, S. 168–179.
- "Kommt a Vogerl geflogen" als slawischer Kinderreigen. In: Jahrbuch für Volksliedforschung, Bd. 8, 1951, 224–228.
- Deutsch-litauische Volksliedbeziehungen. In: Jahrbuch für Volksliedforschung, Jg. 8, 1951, S. 142–211.
- John Meier zum Gedächtnis. In. Schweizerisches Archiv für Volkskunde, Jg. 49, 1953, S. 212–218.
- John Meier: 1864–1953; sein Leben, Forschen und Wirken, Freiburg i.Br.: Schulz 1954 (Freiburger Universitätsreden; N.F., 17).
- Entführung unterm Tanze: eine unveröffentlichte Gottscheer Ballade. In: Jahrbuch des Österreichischen Volksliedwerkes, Jg. 6, 1957, S. 175–184.
- Ballade und Epos. In: Schweizerisches Archiv für Volkskunde, Jg. 51, 1955, Heft 3, S. 147–183.
- Die Gestalt des kriegerischen Mädchens in den europäischen Volksballaden. In: Rheinisches Jahrbuch für Volkskunde, Jg. 10, 1959, S. 192–212.
- Die Gottscheer "Kate"-Ballade: ein Beitrag zu den Liedern von der "Meererin". In: Rheinisches Jahrbuch für Volkskunde, Bd. 12, 1961, S. 63–79.
- Hg.: Was Kinder gerne singen, München: Südwest-Verlag 1965.
- Hg.: European folk ballads, Copenhagen: Rosenkilde & Bagger 1967 (European Folklore Series; 2).
- Die Europäische Volksballade. In: Handbuch des Volksliedes, Bd. 1, München: Fink 1973, S. 37–56.